# أوبرأمبراخ
أوبرأمبراخ (بالألمانية: Oberembrach) هي إحدى بلديات مقاطعة بولاخ في كانتون زيورخ في سويسرا. تبلغ مساحتها 10.20 كيلومتر مربع، ويقدر عدد سكانها بـ 1058 نسمة (حسب تعداد ديسمبر 2017).